# Sonora (stato)
Sonora è uno Stato del Messico situato nella parte nord-occidentale del Paese. Confina a nord con gli Stati Uniti (Arizona e Nuovo Messico) e con lo Stato messicano della Bassa California, a est con lo Stato del Chihuahua, a sud con il Sinaloa ed è bagnato dalle acque del golfo di California a ovest.
Da un punto di vista economico le attività più rilevanti sono l'allevamento, l'attività estrattiva e il turismo.

## Geografia fisica
Lo Stato è limitato a oriente dalla Sierra Madre Occidentale e a occidente dalle acque del golfo di California.
Gran parte del territorio è occupato dal deserto di Sonora, con aspetti che variano dalla macchia arida al vero e proprio deserto sabbioso (solo nel Gran Deserto di Altar, al confine con l'Arizona).
A parte il fiume Colorado, che, provenendo dagli Stati Uniti, sfocia nel golfo di California proprio al confine tra lo Stato di Sonora e quello della Bassa California, i fiumi di questo Stato sono relativamente brevi (alcune centinaia di chilometri); il più importante è lo Yaqui che, compresi i confluenti a monte, raggiunge circa 1050 km.

## Società

### Evoluzione demografica
Abitanti censiti (in migliaia)

### Città
La capitale è Hermosillo, le città principali sono Ciudad Obregón, Nogales e Navojoa.

### Suddivisione amministrativa
Lo Stato di Sonora è suddiviso in 72 municipalità (Municipalidades).
| Codice INEGI | Municipio                     | Capoluogo municipale        | Data di creazione | Popolazione (2015) | Area (km²) |
| ------------ | ----------------------------- | --------------------------- | ----------------- | ------------------ | ---------- |
| 001          | Aconchi                       | Aconchi                     | 1932              | 2756               | 367,96     |
| 002          | Agua Prieta                   | Agua Prieta                 | 1916              | 82918              | 3943,07    |
| 003          | Álamos                        | Álamos                      | 1825              | 25694              | 6426,22    |
| 004          | Altar                         | Altar                       | 1825              | 9578               | 4455,44    |
| 005          | Arivechi                      | Arivechi                    | 1932              | 1163               | 662,58     |
| 006          | Arizpe                        | Arizpe                      | 1825              | 2677               | 3073,17    |
| 007          | Átil                          | Átil                        | 1934              | 582                | 298,13     |
| 008          | Bacadéhuachi                  | Bacadéhuachi                | 1931              | 1083               | 1066,38    |
| 009          | Bacanora                      | Bacanora                    | 1932              | 802                | 1131,11    |
| 010          | Bacerac                       | Bacerac                     | 1825              | 1367               | 1343,86    |
| 011          | Bacoachi                      | Bacoachi                    | 1825              | 1554               | 1231,69    |
| 012          | Bácum                         | Bácum                       | 1931              | 23053              | 1578,16    |
| 013          | Banámichi                     | Banámichi                   | 1931              | 1612               | 807,70     |
| 014          | Baviácora                     | Baviácora                   | 1931              | 3312               | 841,95     |
| 015          | Bavispe                       | Bavispe                     | 1931              | 1457               | 1722,43    |
| 016          | Benjamín Hill                 | Benjamín Hill               | 1952              | 5233               | 1408,55    |
| 017          | Caborca                       | Heroica Caborca             | 1890              | 85631              | 10 737,35  |
| 018          | Cajeme                        | Ciudad Obregón              | 1927              | 433050             | 4882,65    |
| 019          | Cananea                       | Heroica Ciudad de Cananea   | 1901              | 35892              | 2312,01    |
| 020          | Carbó                         | Carbó                       | 1952              | 4840               | 2583,28    |
| 021          | La Colorada                   | La Colorada                 | 1899              | 2076               | 4123,05    |
| 022          | Cucurpe                       | Cucurpe                     | 1932              | 965                | 1567,99    |
| 023          | Cumpas                        | Cumpas                      | 1933              | 6109               | 2010,43    |
| 024          | Divisaderos                   | Divisaderos                 | 1932              | 717                | 394,16     |
| 025          | Empalme                       | Empalme                     | 1953              | 56177              | 593,22     |
| 026          | Etchojoa                      | Etchojoa                    | 1909              | 63216              | 949,85     |
| 027          | Fronteras                     | Fronteras                   | 1931              | 8666               | 2624,36    |
| 028          | Granados                      | Granados                    | 1932              | 1064               | 363,93     |
| 029          | Guaymas                       | Heroica Guaymas de Zaragoza | 1825              | 158046             | 7987,23    |
| 030          | Hermosillo                    | Hermosillo                  | 1825              | 884273             | 15 720,35  |
| 031          | Huachinera                    | Huachinera                  | 1952              | 1231               | 1198,24    |
| 032          | Huásabas                      | Huásabas                    | 1932              | 890                | 821,90     |
| 033          | Huatabampo                    | Huatabampo                  | 1898              | 80524              | 1933,20    |
| 034          | Huépac                        | Huépac                      | 1931              | 927                | 421,92     |
| 035          | Ímuris                        | Ímuris                      | 1931              | 12812              | 2171,11    |
| 036          | Magdalena                     | Magdalena de Kino           | 1825              | 31180              | 1240,94    |
| 037          | Mazatán                       | Mazatán                     | 1934              | 1237               | 684,42     |
| 038          | Moctezuma                     | Moctezuma                   | 1825              | 4967               | 1867,36    |
| 039          | Naco                          | Naco                        | 1937              | 6160               | 1238,90    |
| 040          | Nácori Chico                  | Nácori Chico                | 1934              | 2019               | 2832,84    |
| 041          | Nacozari de García            | Nacozari de García          | 1912              | 13843              | 1735,45    |
| 042          | Navojoa                       | Navojoa                     | 1825              | 163650             | 2778,12    |
| 043          | Nogales                       | Heroica Nogales             | 1884              | 233952             | 1754,24    |
| 044          | Ónavas                        | Ónavas                      | 1935              | 468                | 535,28     |
| 045          | Opodepe                       | Opodepe                     | 1934              | 2643               | 2237,09    |
| 046          | Oquitoa                       | Oquitoa                     | 1934              | 372                | 916,76     |
| 047          | Pitiquito                     | Pitiquito                   | 1914              | 9514               | 9823,33    |
| 048          | Puerto Peñasco                | Puerto Peñasco              | 1952              | 62177              | 6163,03    |
| 049          | Quiriego                      | Quiriego                    | 1932              | 2839               | 3711,37    |
| 050          | Rayón                         | Rayón                       | 1935              | 1444               | 880,36     |
| 051          | Rosario                       | Rosario                     | 1879              | 5025               | 3593,51    |
| 052          | Sahuaripa                     | Sahuaripa                   | 1834              | 5626               | 5064,46    |
| 053          | San Felipe de Jesús           | San Felipe de Jesús         | 1932              | 407                | 151,38     |
| 054          | San Javier                    | San Javier                  | 1934              | 557                | 537,10     |
| 055          | San Luis Río Colorado         | San Luis Río Colorado       | 1939              | 192739             | 8910,37    |
| 056          | San Miguel de Horcasitas      | San Miguel de Horcasitas    | 1934              | 9081               | 1119,83    |
| 057          | San Pedro de la Cueva         | San Pedro de la Cueva       | 1932              | 1481               | 2230,59    |
| 058          | Santa Ana                     | Santa Ana                   | 1935              | 16248              | 1481,38    |
| 059          | Santa Cruz                    | Santa Cruz                  | 1931              | 1768               | 1001,81    |
| 060          | Sáric                         | Sáric                       | 1934              | 1567               | 1329,33    |
| 061          | Soyopa                        | Soyopa                      | 1935              | 1420               | 1716,77    |
| 062          | Suaqui Grande                 | Suaqui Grande               | 1935              | 1142               | 915,35     |
| 063          | Tepache                       | Tepache                     | 1932              | 1230               | 779,86     |
| 064          | Trincheras                    | Trincheras                  | 1916              | 1577               | 3008,28    |
| 065          | Tubutama                      | Tubutama                    | 1934              | 1193               | 1750,41    |
| 066          | Ures                          | Heroica Ciudad de Ures      | 1825              | 8704               | 3087,14    |
| 067          | Villa Hidalgo                 | Villa Hidalgo               | 1931              | 1523               | 1471,65    |
| 068          | Villa Pesqueira               | Mátape                      | 1934              | 1181               | 1124,31    |
| 069          | Yécora                        | Yécora                      | 1935              | 6012               | 2665,93    |
| 070          | General Plutarco Elías Calles | Sonoyta                     | 1989              | 16931              | 3655,92    |
| 071          | Benito Juárez                 | Villa Juárez                | 1996              | 21957              | 369,10     |
| 072          | San Ignacio Río Muerto        | San Ignacio Río Muerto      | 1996              | 14549              | 1384,28    |